# Dear Walker
『Dear Walker』（ディアウォーカー）は、2006年4月に発売された日本のシンガーソングライター菊池常利の2ndアルバム。

## 概要
今作に収録されている楽曲はすべてNHKBShiで放送された『街道てくてく旅』内で使用された楽曲である。一部の楽曲は後にシングルカットされている。

## 収録曲
| # | タイトル                  | 作詞  | 作曲  | 備考                                                                                               |
| 1 | Dear Walker               | TWUNE | TWUNE | 街道てくてく旅2006年春編テーマ曲、後にシングルカット                                               |
| 2 | Need is love              | TWUNE | TWUNE | 前作「/cloudy」にも収録                                                                            |
| 3 | 愛をうたおう              | TWUNE | TWUNE | 街道てくてく旅2006年春編挿入歌、同番組出演者の元サッカー選手岩本輝雄のテーマ曲、後にシングルカット |
| 4 | NON STOP! STEP!           | TWUNE | TWUNE | 街道てくてく旅2007年秋編ED                                                                         |
| 5 | ひこうき雲                | TWUNE | TWUNE | |
| 6 | 風を受けて                | TWUNE | TWUNE | |
| 7 | Walk in the breeze        | TWUNE | TWUNE | 街道てくてく旅2007年春編ED                                                                         |
| 8 | Dear Walker / The Pebbles | TWUNE | TWUNE | 街道てくてく旅奥の細道（加賀路）編テーマ                                                           |